# Shelly-Ann Fraser-Pryce
Shelly-Ann Fraser-Pryce (ur. 27 grudnia 1986 w Kingston) – jamajska lekkoatletka, sprinterka.
W 2008 roku zdobyła złoty medal igrzysk olimpijskich w Pekinie. Wicemistrzyni świata w biegu rozstawnym 4 × 100 z roku 2007. Podczas mistrzostw świata w Berlinie (2009) złote medale w biegu na 100 metrów oraz sztafecie 4 × 100 metrów.
W 2010 wykryto w jej organizmie obecność niedozwolonych środków, przewinienie Jamajki nie kwalifikowało się do wieloletniej dyskwalifikacji i ostatecznie zawieszono zawodniczkę na okres 6 miesięcy (8 lipca 2010 – 7 stycznia 2011), a także anulowano osiągnięte przez nią wyniki uzyskane od dnia przeprowadzenia testów antydopingowych (23 maja 2010).
8 stycznia 2011 roku Fraser poślubiła swego wieloletniego partnera, Jasona Pryce. Jamajka nazywa się odtąd Shelly-Ann Fraser-Pryce.
Zwyciężczyni łącznej punktacji Diamentowej Ligi 2012 w biegu na 100 metrów. Rok później triumfowała w klasyfikacji Diamentowej Ligi zarówno na 100, jak i na 200 metrów.
Na koniec 2013 została laureatką plebiscytu na lekkoatletkę roku – IAAF World Athlete of the Year.

## Osiągnięcia
| Rok  | Impreza                                     | Miejsce        | Konkurencja             | Lokata     | Wynik |
| ---- | ------------------------------------------- | -------------- | ----------------------- | ---------- | ----- |
| 2002 | Mistrzostwa Ameryki Śr. i Karaibów juniorów | Bridgetown     | bieg na 200 m           | 4. miejsce | 25,24 |
| 2002 | Mistrzostwa Ameryki Śr. i Karaibów juniorów | Bridgetown     | sztafeta 4 × 100 m      | 1. miejsce | 45,33 |
| 2005 | Mistrzostwa panamerykańskie juniorów        | Windsor        | sztafeta 4 × 100 m      | 4. miejsce | 46,26 |
| 2007 | Mistrzostwa świata                          | Osaka          | sztafeta 4 × 100 m      | 2. miejsce | 42,01 |
| 2008 | Igrzyska olimpijskie                        | Pekin          | bieg na 100 m           | 1. miejsce | 10,78 |
| 2008 | Światowy finał lekkoatletyczny IAAF         | Stuttgart      | bieg na 100 m           | 1. miejsce | 10,94 |
| 2009 | Mistrzostwa świata                          | Berlin         | bieg na 100 m           | 1. miejsce | 10,73 |
| 2009 | Mistrzostwa świata                          | Berlin         | sztafeta 4 × 100 m      | 1. miejsce | 42,06 |
| 2009 | Światowy finał lekkoatletyczny IAAF         | Saloniki       | bieg na 100 m           | 2. miejsce | 10,89 |
| 2011 | Mistrzostwa świata                          | Daegu          | bieg na 100 m           | 4. miejsce | 10,99 |
| 2011 | Mistrzostwa świata                          | Daegu          | sztafeta 4 × 100 m      | 2. miejsce | 41,70 |
| 2012 | Igrzyska olimpijskie                        | Londyn         | bieg na 100 m           | 1. miejsce | 10,75 |
| 2012 | Igrzyska olimpijskie                        | Londyn         | bieg na 200 m           | 2. miejsce | 22,09 |
| 2012 | Igrzyska olimpijskie                        | Londyn         | sztafeta 4 × 100 m      | 2. miejsce | 41,29 |
| 2013 | Mistrzostwa świata                          | Moskwa         | bieg na 100 m           | 1. miejsce | 10,71 |
| 2013 | Mistrzostwa świata                          | Moskwa         | bieg na 200 m           | 1. miejsce | 22,17 |
| 2013 | Mistrzostwa świata                          | Moskwa         | sztafeta 4 × 100 m      | 1. miejsce | 41,29 |
| 2014 | Halowe mistrzostwa świata                   | Sopot          | bieg na 60 metrów       | 1. miejsce | 6,98  |
| 2014 | Igrzyska Wspólnoty Narodów                  | Glasgow        | sztafeta 4 × 100 metrów | 1. miejsce | 41,83 |
| 2015 | Mistrzostwa świata                          | Pekin          | bieg na 100 m           | 1. miejsce | 10,76 |
| 2015 | Mistrzostwa świata                          | Pekin          | sztafeta 4 × 100 m      | 1. miejsce | 41,07 |
| 2016 | Igrzyska olimpijskie                        | Rio de Janeiro | bieg na 100 m           | 3. miejsce | 10,86 |
| 2016 | Igrzyska olimpijskie                        | Rio de Janeiro | sztafeta 4 × 100 m      | 2. miejsce | 41,36 |
| 2019 | Igrzyska panamerykańskie                    | Lima           | bieg na 200 m           | 1. miejsce | 22,43 |
| 2019 | Mistrzostwa świata                          | Doha           | bieg na 100 m           | 1. miejsce | 10,71 |
| 2019 | Mistrzostwa świata                          | Doha           | sztafeta 4 × 100 m      | 1. miejsce | 41,44 |
| 2021 | Igrzyska olimpijskie                        | Tokio          | bieg na 100 m           | 2. miejsce | 10,74 |
| 2021 | Igrzyska olimpijskie                        | Tokio          | bieg na 200 m           | 4. miejsce | 21,94 |
| 2021 | Igrzyska olimpijskie                        | Tokio          | sztafeta 4 × 100 m      | 1. miejsce | 41,02 |
| 2022 | Mistrzostwa świata                          | Eugene         | bieg na 100 m           | 1. miejsce | 10,67 |
| 2022 | Mistrzostwa świata                          | Eugene         | bieg na 200 m           | 2. miejsce | 21,81 |
| 2022 | Mistrzostwa świata                          | Eugene         | sztafeta 4 × 100 m      | 2. miejsce | 41,18 |
| 2023 | Mistrzostwa świata                          | Budapeszt      | bieg na 100 m           | 3. miejsce | 10,77 |
| 2023 | Mistrzostwa świata                          | Budapeszt      | sztafeta 4 × 100 m      | 2. miejsce | 41,23 |
| 2024 | Igrzyska olimpijskie                        | Paryż          | bieg na 100 m           | półfinał   | DNS   |

## Rekordy życiowe
| Konkurencja              | Data             | Miejsce  | Czas  | Wiatr    | Uwagi                                        |
| ------------------------ | ---------------- | -------- | ----- | -------- | -------------------------------------------- |
| Bieg na 60 metrów (hala) | 9 marca 2014     | Sopot    | 6,98  |          | 11. wynik w historii światowej lekkoatletyki |
| Bieg na 100 metrów       | 26 sierpnia 2021 | Lozanna  | 10,60 | +1,7 m/s | 3. wynik w historii światowej lekkoatletyki  |
| Bieg na 200 metrów       | 27 czerwca 2021  | Kingston | 21,79 | +0,8 m/s | 7. wynik w historii jamajskiej lekkoatletyki |